# Депортиво Ла-Корунья
«Депорти́во Ла-Корунья» (исп. Real Club Deportivo de la Coruña, галис. Deportivo da Coruña) — испанский футбольный клуб из города Ла-Корунья в одноимённой провинции автономного сообщества Галисия. Образован в 1906 году. Домашним стадионом клуба является «Риасор», построенный в 1940 году и вмещающий 34 600 зрителей.

## История
Первоначально клуб носил название «Депортиво де ла Сала Кальвет» (Deportivo de la Sala Calvet). Его первым президентом был Луис Корниде. Официальная регистрация клуба состоялась в мае 1907-го. Полтора года спустя появилось современное название команды. Почётным президентом клуба стал испанский монарх Альфонсо XIII. Первый стадион «Депортиво», «Корралон де ла Гайтейра»(Corralón de la Gaiteira) уже не соответствовал требованиям клуба, и команда переехала на новый стадион, который в наши дни носит название «Вьехо Риасор».
Успешное выступление испанской сборной на Олимпийских играх в Антверпене в 1920 году вызвало стремительный рост популярности футбола во всей стране и, в конечном итоге, дало импульс организации общенационального футбольного турнира. До создания Испанской футбольной лиги в 1928 году, «Депортиво» принимал участие в товарищеских встречах в Галисии и за её пределами.
Сначала команде пришлось довольствоваться местом во втором дивизионе футбольной лиги. «Депортиво» завершил сезон 1928/1929 на восьмой из десяти строк турнирной таблицы чемпионата. В 1932 году «Депортиво», по-прежнему выступавший во втором дивизионе, нанёс поражение мадридскому «Реалу» в одном из матчей Кубка Испании. Победа над столичным клубом была большим достижением: в том сезоне «Реал» завоевал чемпионский титул. В сезоне 1940/1941, одержав победу над «Мурсией», «Депортиво», получил долгожданную путёвку в первый дивизион. Каждому из игроков команды было выплачено вознаграждение в размере 2 000 песет, что составляет менее 20 евро. Финансовое положение клуба было настолько тяжёлым, что даже эти скромные суммы были собраны из пожертвований. Должность тренера в это время занимал Иларио Марреро.
Дебют в первом дивизионе оказался вполне успешным: в сезоне 1941/1942 года команда заняла четвёртое место в чемпионате. В 1944 году прошли первые матчи на новом стадионе «Риасор». Выступление «Депортиво» в сезоне 1944/1945 было крайне неудачным и завершилось вылетом из первой лиги.
После нескольких взлётов и падений, в сезоне 1949/1950 команда поднялась на второе место в чемпионате. В этот период в составе команды начали выступать аргентинские футболисты Коркера и Освальдо. Они вошли в состав атакующего звена наряду с такими игроками, как Франко, Моль (Moll) и Тино. Во многом благодаря сильной атакующей игре «Депортиво» ступил в один из самых успешных периодов своей истории. Клуб оставался в составе первого дивизиона до 1957 года. В это время в команде играли такие легендарные футболисты, как Луис Суарес, впоследствии ставший обладателем «Золотого мяча». Должность главного тренера занимал знаменитый аргентинец Эленио Эррера.
Период неопределённости пришёл на смену эпохе высоких достижений, несмотря на то что в составе команды на поле выходили такие талантливые игроки, как Суарес, Амансио, Северино Рейха, Велозу, и Хайме Бланко. Роковую роль сыграло финансовое положение клуба: не располагая достаточными средствами, «Депортиво» оказался не в состоянии удержать этих футболистов, и они перешли в более состоятельные клубы. Начался очередной период взлётов и падений. Галисийский клуб вылетал из первого дивизиона в 1963-м, 1965-м, 1967-м, 1970-м и 1973-м. В это время «Депортиво» превосходил мастерством клубы второго дивизиона, но не мог тягаться с командами, составлявшими элиту испанского футбола.
Наиболее тяжёлый период в истории «Депортиво» начался в 1973 году после очередного вылета во второй дивизион. На этот раз перед командой встала угроза вылета в третий эшелон испанского футбола — подгруппу «В» второго дивизиона, и даже в третий дивизион. Эти обстоятельства сказались на репутации клуба. Долги «Депортиво» росли, и даже сам Луис Суарес, занимавший должность главного тренера в сезоне 1978/1979 не смог добиться изменения ситуации. 1980-е стали временем несбыточных надежд на возвращение в первый дивизион. В мае 1988-го команда находилась в одном шаге от катастрофы, и лишь победа в матче с «Расингом» (Сантандер) остановила процесс сползания в низший дивизион, который мог завершиться исчезновением клуба.
Было реформировано управление «Депортиво», при этом ставилась задача найти выход из тяжёлого экономического положения и добиться стабильности в спортивных результатах. В 1988-м году в колледже конгрегации Облаты Святого Франциска Сальского состоялось заседание, ставшее поворотным эпизодом в истории «Депортиво». На этом заседании был избран новый президент клуба — Августо Сезар Лендойро. Игроки, администрация и болельщики направили усилия на спасение «Депортиво». Стоявшая перед ними задача была не из лёгких. Долги клуба составляли 600 миллионов песет (около 4 миллионов евро), его репутация была подорвана. Приоритетным направлением работы совета директоров стало улучшение финансового положения.
В 1988/1989, первом сезоне президентства Лендойро, обязанности главного тренера исполнял Арсенио Иглесиас, а состав команды практически не изменился — на поле вышли игроки, которые едва избежали вылета из второго дивизиона в предыдущем сезоне. Эта команда, усиленная бразильцем Раудней Анверса Фрейре (Raudnei Anversa Freire), великолепно выступила в Кубке Испании, но вновь не смогла вернуться в первый дивизион. Впервые за долгое время клуб смог противостоять финансовым трудностям. В следующем сезоне «Депортиво» приобрёл несколько новых игроков. Стремление проложить дорогу в первый дивизион было сильно как никогда. В составе команды дебютировали Мартин Ласарте и Сабин Бильбао, а также футболисты из восточноевропейских стран — Средожевич, Батрович и Стоянов. Однако и на этот раз болельщиков «Депортиво» ждало разочарование: буквально в последние дни чемпионата место в первом дивизионе вновь оказалось недосягаемым.
Тем не менее, налицо были определённые изменения к лучшему: доходы клуба превышали расходы, а количество его членов выросло, достигнув отметки 17 500. Перед началом нового сезона, «Депортиво» приобрёл ещё несколько игроков, в том числе Альбистеги, Стожадиновича, Канатларовски и Вилью. Судьба путёвки в первый дивизион вновь решалась в последние дни сезона, и удача оказалась на стороне галисийцев. Одержав победу над «Мурсией», после восемнадцатилетнего отсутствия, «Депортиво» вернулся в элиту испанского футбола. Ликованию жителей Ла-Коруньи не было предела.

### 90-е годы
Сезон 1991/1992 считается переходным этапом, когда главной задачей команды было сохранить место в первом дивизионе. Команда состояла из ветеранов и молодых игроков. В составе «Депортиво» на поле выходили Рибера, Лопес-Рекарте, Каналес, Льяньо, Киров, Киряков. Должность главного тренера занимал Марко Антонио Боронат. Вскоре перспектива возвращения во второй дивизион стала настолько реальной, что руководство клуба заменило Бороната на Арсенио Иглесиаса. «Депортиво» завершил сезон на 17-й строке турнирной таблицы чемпионата и сохранил место в первом дивизионе по результатам матчей плей-офф. В 1992 году клуб заключил контракты с несколькими звёздами мирового футбола. Первыми в «Депортиво» пришли бразильские футболисты Мауро Силва и Бебето. В это время в команде играли испанские футболисты Альдана, Хуанито, Нандо, Хосе Рамон и Серна. Стартовый матч сезона собрал на стадионе «Риасор» около 30 000 болельщиков. «Депортиво» открыл сезон серией из пяти побед, включая сенсационную победу над мадридским «Реалом». В сезоне 1993/1994 команда впервые приняла участие в европейском турнире — Кубке УЕФА. Но болельщикам он запомнился, прежде всего, досадным поражением в борьбе за чемпионский титул. Буквально в последние минуты сезона «Барселона» потеснила «Депортиво» в борьбе за чемпионское звание.
Сезон 1994/1995 принёс команде первый престижный трофей — Кубок Испании. Победа стала результатом усилий таких игроков, как Льяньо, Рибера, Джукич, Донато, Воро и Бебето. Арсенио Иглесиас оставил клуб. Ему на смену пришёл валлиец Джон Тошак. В августе 1995-го «Депортиво» одержал победу в Суперкубке Испании. Профессионализм и опыт игроков вкупе с репутацией главного тренера дали болельщикам основания надеяться на новые трофеи в следующем сезоне. Команда вошла в число фаворитов чемпионата. Однако вскоре отношения между тренером и игроками испортились. Сезон не принёс ожидаемых результатов и сопровождался скандалами между Тошаком и Бебето. Тошак называл «Депортиво» худшей командой, увиденной им за двадцать лет работы. В 1996-м Бебето вернулся в Бразилию. Контракт, заключённый с медиакомпанией Canal+, принёс клубу около 135 миллионов евро.
Лендойро решил, что в составе команды необходимо провести кардинальные изменения. Летом 1996-го Тошак приступил к формированию нового состава. Ветераны, в том числе Альдана, Льяньо и Лопес Рекарте, покинули клуб. На смену им пришли Сонго’о, Коуба, Найбет, Армандо, Мартинс, Мадар. К этому времени финансовое положение значительно улучшилось, и «Депортиво» изыскал средства на покупку Ривалдо. Этот прославленный бразильский футболист, обошедшийся клубу в 7,4 миллионов евро, должен был заменить ушедшего Бебето. Дорогостоящее приобретение укрепило уверенность клуба в собственных силах. И всё же отношения между Тошаком и его подопечными оставляли желать лучшего, а болельщики «Депортиво» не испытывали тёплых чувств к валлийскому тренеру. Комментируя новые приобретения клуба, Тошак заявил: «Вместо того чтобы тратить такие средства на покупку игроков, Лендойро следовало бы построить новые площадки для тренировок».
В сезоне 1996/1997 «Депортиво» не принимал участия в европейских турнирах, и команда смогла сосредоточить усилия на выступлении в чемпионате. Начало сезона стало лучшим за всю историю клуба. До конца 1996-го клуб не потерпел ни одного поражения и всего лишь на два очка отставал от лидера чемпионата — мадридского «Реала». Новая линия защиты не уступала предыдущей — в семнадцати первых матчах «Депортиво» пропустил лишь восемь мячей, а такие игроки, как Мартинс и Ривалдо, обеспечивали результативную атакующую игру.
Темпераментный Тошак продолжал искать выход негативным эмоциям. Испанская футбольная ассоциация оштрафовала его за резкие замечания в адрес судьи в матче с «Реалом». Тошак не обходил вниманием и собственную команду — в одном из интервью он назвал «Депортиво» «клубом, лишённым прочного фундамента, своего рода воздушным замком», добавив, что для того чтобы сравняться в мастерстве с другими ведущими клубами потребуется выполнить огромную работу. Говоря о поклонниках «Депортиво», он заметил, что они всегда недооценивали его работу, но выступление в чемпионате заставит их изменить своё мнение. У главного тренера команды были вполне очевидные основания для такого утверждения — «Депортиво» не потерпел ни одного поражения в семнадцати встречах, выполнив, таким образом, самую длинную беспроигрышную серию в своей истории. Однако матч с «Барселоной», прошедший на стадионе «Риасор» в январе 1997-го, обернулся разочарованием. Гости выиграли со счётом 1:0, и Тошак заявил, что он планирует покинуть «Депортиво» в конце сезона. На решение главного тренера, возможно, повлияли плакаты с надписями «Тошак, ступай домой!» и «Тошак — ублюдок», реявшие над трибунами стадиона во время игры.
В январе «Депортиво» потерял все шансы на победу в чемпионате, получив три очка из пятнадцати возможных. Неудачей закончилось и выступление в Кубке Испании. Команде пришлось вести ожесточённую борьбу за место в турнире УЕФА. В это время Тошак открыто вёл переговоры с английским клубом «Ньюкасл Юнайтед». Больше не имея возможности говорить о высоких результатах команды, не наладив отношений с игроками и президентом клуба, Тошак объявил о своём уходе. Его взаимоотношения с болельщиками окончательно испортились. Когда во время встречи с басками Мартинс отправил второй мяч в ворота гостей, Тошак повернулся к трибунам со словами: «Ну что, сукины дети, теперь будем аплодировать?»
Преемником Тошака стал бразильский тренер Карлос Альберта Сильва. Его появление вдохнуло новую жизнь в игру команды — последовала беспроигрышная серия из восьми матчей, при этом «Депортиво» одержал шесть побед подряд. В период со второй половины февраля до начала мая, Ривалдо отправил в ворота противников двенадцать мячей. Однако эти голы не смогли вернуть клуб в число команд, претендовавших на чемпионский титул. Завершение сезона было не таким блестящим, как его начало — выиграв лишь один из шести последних матчей, «Депортиво» едва удержался на третьем месте. Как бы то ни было, команда обеспечила себе место в европейском турнире.
Дорогостоящие приобретения, сделанные в 1996-м, оказались вполне оправданными, и перед началом сезона 1997/1998 руководство клуба решило потратить ещё 14 миллионов евро на покупку бразильских игроков Джалминьи и Луизао. Кроме них в команду пришли марокканский нападающий Бассир, испанский защитник Рамис и нигерийский вратарь Руфаи. Старт сезона вновь был вполне успешным, и «Депортиво» вновь стал одним из претендентов на звание чемпиона. Но вскоре последовал неожиданный удар: заплатив 25 миллионов евро, «Барселона» приобрела Ривалдо, и «Депортиво» лишился самого результативного из своих игроков. Команду покинул и Мирослав Джукич. Уход этого игрока нанёс невосполнимый ущерб обороне «Депортиво». В октябре 1997-го «Депортиво» проиграл команде «Реал Вальядолид» со счётом 3:1; в первом раунде Кубка УЕФА потерпел поражение от французского «Осера». Хосе Мануэль Корраль сменил Сильву на посту главного тренера, однако эта замена не принесла ожидаемых результатов. Тогда Лендойро решил приобрести двух нападающих — Себастьяна Абреу и «Мантеку» Мартинеса. Новые вложения средств оказались неоправданными — Мартинес не забил ни одного гола. Клуб завершил сезон на двенадцатой строке турнирной таблицы. В Кубке Испании «Депортиво» потерпел унизительное поражение от клуба «Депортиво Алавес», который в это время выступал в составе второго дивизиона. Несмотря на все неудачи, финансовое положение клуба оставалось стабильным.
Лендойро провёл переговоры с тренером «Сельты», Хавьером Ируретой и уговорил его занять место главного тренера в своём клубе. Приход Ируреты положил начало новой эпохе в истории «Депортиво». Перед началом сезона 1998/1999 клуб сделал несколько новых покупок. В команду пришли Ромеро, Мануэль Пабло, Шюррер, Зиани, Педру Паулета и Хосе Оскар Флорес. На турнире Эрреры «Депортиво» одержал победу над мадридским «Атлетико». Самым результативным игроком в этом сезоне стал Хосе Оскар Флорес — в период со второй половины января до конца апреля он тринадцать раз поразил ворота противника. Команда завершила чемпионат на шестом месте.
В сезоне 1999/2000 события развивались по абсолютно непредсказуемому сценарию. Перед началом чемпионата руководство клуба усилило команду такими игроками, как Рой Макай, Сезар Мартин и Виктор Санчес. Сезон начался с победы над клубом «Депортиво Алавес», за которой вскоре последовала серия из семи выигранных матчей, в том числе победы над «Барселоной» и «Атлетико» (Мадрид). В ноябре 1999, разбив «Севилью» со счётом 5:2, «Депортиво» занял первое место в турнирной таблице чемпионата. В Кубке УЕФА «Депортиво» выиграл матчи с клубами «Монпелье» и «Панатинаикос»; удачно началось и выступление в Кубке Испании. Но команда не смогла справиться с напряжением — в следующих матчах чемпионата было завоёвано всего одно очко из двенадцати возможных. Выступление в Кубке Испании закончилось поражением от клуба «Осасуна» (Памплона), выступавшего в это время в составе второго дивизиона, а в Кубке УЕФА «Депортиво» потерпел поражение от лондонского «Арсенала». Разрыв в очках между «Депортиво» и «Барселоной», занимавшей вторую строку турнирной таблицы чемпионата, сократился до минимума.
Последние семь матчей чемпионата держали болельщиков в постоянном напряжении — остальные участники борьбы за чемпионский титул дышали в спину «Депортиво», и перед каждой из встреч сохранялись сомнения в том, что галисийский клуб удержит лидерство. Восемь мячей, забитых Макаем в последние месяцы турнира, решили его исход. 19 мая 2000 года, впервые со дня своего основания «Депортиво» завоевал чемпионское звание. Ла-Корунья отпраздновала это достижение массовыми гуляниями. На улицы вышло более 200 тысяч горожан.

### 2000-е годы
Перед началом следующего сезона в составе команды произошли новые изменения. Полузащитник Флавио Консейсао перешёл в мадридский «Реал». Клуб заключил контракт с выступавшими в составе «Атлетико» Молиной, Капдевилой и Валероном, а также с игроками средней линии Альдо Душером, Эмерсоном и Сезаром Сампайо и с нападающими Пандиани и Тристаном. Начало сезона 2000/2001 гг. было блистательным. До начала ноября «Депортиво» проиграл всего один матч чемпионата. В Лиге чемпионов УЕФА «Депортиво» обыграл «Гамбург» со счётом 2:1, вничью завершились матчи с «Панатинаикосом» и «Ювентусом». В декабре, нанеся поражение «Эспаньолу», команда стала лидером чемпионата. Однако вскоре последовала серия неудач — клуб потерпел поражение от «Милана» и от «Тенерифе» в Кубке Испании, набрав всего четыре из двенадцати возможных очков в матчах чемпионата. «Депортиво» переместился на второе место, где и остался до конца сезона. Впервые в своей истории выйдя в четвертьфинал Лиги Чемпионов УЕФА, «Депортиво» потерпел поражение от «Лидс Юнайтед».
Перед началом сезона 2001/2002, состав команды вновь подвергся изменениям. Самым дорогостоящим приобретением стал Серхио, обошедшийся клубу в 18 миллионов евро. В команду также пришли Джорович, Амависка и Беренгель. Если несколько лет назад благодаря многонациональному составу «Депортиво» получил прозвище ООН, то в начале 2000-х большинство составляли испанские игроки. В сезоне 2001/2002 команда довольно успешно выступила в Лиге Чемпионов — нанеся поражение «Манчестер Юнайтед», «Арсеналу» и «Ювентусу», «Депортиво» вышел в четвертьфинал. В конце 2001-го «Депортиво» занимал первую строку в турнирной таблице чемпионата, но в начале следующего года скатился на седьмое место. Кульминацией этого сезона стал финальный матч Кубка Испании. Одержав победу над вторым финалистом, мадридским «Реалом», со счётом 2:1, «Депортиво» во второй раз в своей истории стал обладателем этого престижного трофея. В четвертьфинале Лиги чемпионов «Депортиво» проиграл «Манчестер Юнайтед». Команда завершила чемпионат на втором месте.
В 2002 году клуб заключил контракты с Жорже Андраде, Альбертом Луке и Роберто Акуньей. Общая стоимость этих контрактов составила 38 миллионов евро. Сезон 2002/2003 стал продолжением эпохи блистательных достижений. Выиграв матч с «Валенсией», в августе 2002 года, команда добавила к своей коллекции трофеев победу в третьем Суперкубке. В сентябре «Депортиво» обыграл мюнхенскую «Баварию», став первым испанским клубом, добившимся победы на мюнхенском стадионе. Но вскоре серьёзная травма Валерона сказалась на игре клуба — последовало поражение от «Милана». Проиграв во встречах с «Расингом» и «Вильяреалом», «Депортиво» скатился на девятое место в чемпионате. Череда травм и удалений не позволяла Ирурете задействовать тех игроков, которых он желал видеть на поле. В полуфинале Кубка Испании, прошедшем на стадионе «Риасор», команда потерпела поражение от «Мальорки».
Возвращение Валерона поправило положение «Депортиво» в турнирной таблице сезона. В мае 2003 года команда захватила лидерство в чемпионате, но не смогла удержать преимущество и финишировала на третьем месте. В августе 2003 года Рой Макай, признанный лучшим европейским бомбардиром, покинул клуб и перешёл в «Баварию», подписав контракт стоимостью 19 миллионов евро. Уход этого игрока стал началом периода спада. Сезон 2003/2004 не принёс новых трофеев. Среди самых ярких побед этого сезона — разгром «Милана» со счётом 4:0 на стадионе «Риасор». Эта победа впервые в истории «Депортиво» вывела команду в полуфинал Лиги чемпионов УЕФА, где она потерпела поражение от португальского «Порту». «Депортиво» вновь завершил чемпионат в тройке лидеров.
Перед началом следующего сезона, несмотря на уход Макая и Донато, а также вновь возникшие финансовые сложности, болельщики и руководство клуба возлагали большие надежды на команду. Но, вопреки настойчивым требованиям Ируреты, изменения в составе команды не производились. Чтобы улучшить положение клуба, Лендойро принял решение продать нескольких игроков. В этот период из «Депортиво» ушли такие легендарные игроки, как Найбет, Джорович и Джалминья. Вскоре их примеру последовали Сонго’о, Хайме, Хосе Мануэль, Амависка, Фернандо и другие. Новые игроки не пришли на смену ушедшим. Это обстоятельство наряду с упущенной возможностью выиграть европейский турнир отразилось на состоянии команды. «Депортиво» завершил чемпионат на восьмом месте. После поражения от «Расинга» из Сантандера. Единственным способом выступить в европейском турнире для «Депортиво» стало участие в Кубке Интертото. Вскоре последовало официальное заявление об уходе Ируреты. Команду покинули два ветерана — Мауро Сильва и Фран. Несколько месяцев спустя их примеру последовали Пандиани и Луке.
В июне 2005 года должность главного тренера занял Хоакин Капаррос. В команду пришли полузащитник Хулиан де Гусман, защитник Хуанма и малоизвестный нападающий Таборда. По замыслу Капарроса, игроки должны были показать всё, на что они способны. «Депортиво» не удалось завоевать право участвовать в Кубке УЕФА: в Кубке Интертото клуб потерпел поражение от «Олимпика» из Марселя. В сезоне 2005/2006 «Депортиво» вновь занял восьмое место в чемпионате и вышел в полуфинал Кубка Испании. В следующем сезоне результаты заметно ухудшились: клуб финишировал на 13-й строке турнирной таблицы. На смену Хоакину Капарросу пришёл Мигель Лотина. В сезоне 2009/2010 подопечные Лотина заняли десятое место в чемпионате и вышли в четвертьфинал Кубка Испании.

### Настоящее время
Начало 2010-х годов выдалось турбулентным для клуба — в сезоне 2010/11 «Депортиво» до последнего тура боролся за выживание, но всё-таки вылетел в Сегунду в связи с чем был уволен тренер Лотина, а вместо него пришёл Хосе Луис Ольтра. В сезоне 2011/12 он помог «Депору» занять 1-е место в Сегунде и вернул обратно в Примеру. Однако по итогам сезона 2012/13 клуб снова опустился в Сегунду, из которой вновь поднялся до Примеры всего за один сезон 2013/14. А в сезоне 2017/18 клуб вновь вылетел в Сегунду. В сезоне 2018/19 клуб играл в финале плей-офф Сегунды за выход в Ла Лигу, но не смог одолеть «Мальорку» (2:0, 0:3). Но уже по итогам сезона 2019/20 клуб не смог сохранить место в Сегунде и будет играть в третьем дивизионе впервые с сезона 1980/81.

## Дерби и ультрас
У клуба «Депортиво Ла-Корунья» есть одно главное дерби — матчи с клубом «Сельта», это противостояние называется Галисийское дерби.
Ультрас-группа «Депортиво Ла-Корунья» — «Riazor Blues 1987». Друзьями считаются группировки клубов «Севилья», «Осасуна», «Райо Вальекано», «Херес», а также «Олимпик Марсель».

## Экипировка

### Форма

#### Домашняя
| 1992/1993 | 1993/1994 | 1997/1998 | 1998/1999 | 1999—2001 | 2001/02   | 2002/03 | 2003/04 | 2004/05 | 2005/06 | 2006/07 |
| 2007/08   | 2009/10   | 2010/11   | 2011/12   | 2012/13   | 2013/2014 | 2014/15 | 2015/16 | 2016/17 | 2017/18 | 2018/19 |
| 2019/20   | 2020/21   | 2021/22   | 2022/23   | 2023/24   | 2024/25   |         |         |         |         |         |

#### Гостевая
| 1994/95 | 1996/97 | 1997/98 | 1998/1999 | 1999—2001 | 2001/02 | 2002/03 | 2003/04 | 2004/05 | 2004/05 | 2005/06 |
| 2006/07 | 2007/08 | 2008/09 | 2009/10   | 2010/11   | 2011/12 | 2012/13 | 2013/14 | 2014/15 | 2015/16 | 2016/17 |
| 2017/18 | 2018/19 | 2019/20 | 2020/21   | 2021/22   | 2022/23 | 2023/24 | 2024/25 |         |         |         |

#### Резервная
| 1997/98 | 1998/99 | 1999—2001 | 2001/02 | 2002/03 | 2003/04 | 2005/06 | 2006/07 | 2007/08 | 2008/09 | 2009/10 |
| 2010/11 | 2011/12 | 2012/13   | 2013/14 | 2014/15 | 2015/16 | 2016/17 | 2017/18 | 2018/19 | 2019/20 | 2020/21 |
| 2021/22 | 2022/23 | 2023/24   | 2024/25 |         |         |         |         |         |         |         |

Источники:,

### Экипировка и спонсоры
| Период     | Производитель             | Спонсор              |
| ---------- | ------------------------- | -------------------- |
| 1990—1992  | Rox Sports                | Leyma                |
| 1992—1997  | Umbro                     | Feiraco              |
| 1997—2000  | Adidas                    | Feiraco              |
| 2000—2001  | Adidas                    | Dreamcast            |
| 2001—2007  | Joma                      | Fadesa               |
| 2007—2008  | Canterbury of New Zealand | Fadesa               |
| 2008—2009  | Canterbury of New Zealand | Estrella Galicia     |
| 2009—2017  | Lotto                     | Estrella Galicia 0,0 |
| 2017—2021  | Macron                    | Estrella Galicia 0,0 |
| 2021—н. в. | Kappa                     | Estrella Galicia 0,0 |

## Статистика сезонов
| Сезон   | Дивизион  | Место | Кубок |
| ------- | --------- | ----- | ----- |
| 1929    | Сегунда   | 8º    |       |
| 1929/30 | Сегунда   | 7º    |       |
| 1930/31 | Сегунда   | 9º    |       |
| 1931/32 | Сегунда   | 4º    |       |
| 1932/33 | Сегунда   | 5º    |       |
| 1933/34 | Сегунда   | 7º    |       |
| 1934/35 | Сегунда   | 7º    |       |
| 1935/36 | Сегунда   | 7º    |       |
| 1939/40 | Сегунда   | 1º    |       |
| 1940/41 | Сегунда   | 2º    |       |
| 1941/42 | Примера   | 4º    |       |
| 1942/43 | Примера   | 9º    |       |
| 1943/44 | Примера   | 12º   |       |
| 1944/45 | Примера   | 14º   |       |
| 1945/46 | Сегунда   | 2º    |       |
| 1946/47 | Примера   | 13º   |       |
| 1947/48 | Сегунда   | 2º    |       |
| 1948/49 | Примера   | 10º   |       |
| 1949/50 | Примера   | 2º    |       |
| 1950/51 | Примера   | 12º   |       |
| 1951/52 | Примера   | 11º   |       |
| 1952/53 | Примера   | 14º   |       |
| 1953/54 | Примера   | 7º    |       |
| 1954/55 | Примера   | 7º    |       |
| 1955/56 | Примера   | 12º   |       |
| 1956/57 | Примера   | 15º   |       |
| 1957/58 | Сегунда   | 13º   |       |
| 1958/59 | Сегунда   | 7º    |       |
| 1959/60 | Сегунда   | 4º    |       |
| 1960/61 | Сегунда   | 3º    |       |
| 1961/62 | Сегунда   | 1º    |       |
| 1962/63 | Примера   | 14º   |       |
| 1963/64 | Сегунда   | 1º    |       |
| 1964/65 | Примера   | 16º   |       |
| 1965/66 | Сегунда   | 1º    |       |
| 1966/67 | Примера   | 16º   |       |
| 1967/68 | Сегунда   | 1º    |       |
| 1968/69 | Примера   | 10º   |       |
| 1969/70 | Примера   | 14º   |       |
| 1970/71 | Сегунда   | 3º    |       |
| 1971/72 | Примера   | 14º   |       |
| 1972/73 | Примера   | 17º   |       |
| 1973/74 | Сегунда   | 18º   |       |
| 1974/75 | Терсера   | 1º    |       |
| 1975/76 | Сегунда   | 5º    |       |
| 1976/77 | Сегунда   | 11º   |       |
| 1977/78 | Сегунда   | 8º    |       |
| 1978/79 | Сегунда   | 15º   |       |
| 1979/80 | Сегунда   | 18º   |       |
| 1980/81 | Сегунда B | 2º    |       |
| 1981/82 | Сегунда   | 12º   |       |
| 1982/83 | Сегунда   | 4º    |       |
| 1983/84 | Сегунда   | 9º    |       |
| 1984/85 | Сегунда   | 13º   |       |
| 1985/86 | Сегунда   | 6º    |       |
| 1986/87 | Сегунда   | 2º    |       |
| 1987/88 | Сегунда   | 16º   |       |
| 1988/89 | Сегунда   | 10º   |       |
| 1989/90 | Сегунда   | 4º    |       |
| 1990/91 | Сегунда   | 2º    |       |
| 1991/92 | Примера   | 17º   |       |
| 1992/93 | Примера   | 3º    |       |
| 1993/94 | Примера   | 2º    |       |
| 1994/95 | Примера   | 2º    |       |
| 1995/96 | Примера   | 9º    |       |
| 1996/97 | Примера   | 3º    |       |
| 1997/98 | Примера   | 12º   |       |
| 1998/99 | Примера   | 6º    |       |
| 1999/00 | Примера   | 1-е   |       |
| 2000/01 | Примера   | 2º    |       |
| 2001/02 | Примера   | 2º    |       |
| 2002/03 | Примера   | 3º    |       |
| 2003/04 | Примера   | 3º    |       |
| 2004/05 | Примера   | 8º    |       |
| 2005/06 | Примера   | 8º    |       |
| 2006/07 | Примера   | 13º   |       |
| 2007/08 | Примера   | 9º    |       |
| 2008/09 | Примера   | 7º    |       |
| 2009/10 | Примера   | 10º   |       |
| 2010/11 | Примера   | 18º   |       |
| 2011/12 | Сегунда   | 1º    |       |
| 2012/13 | Примера   | 19º   |       |
| 2013/14 | Сегунда   | 2º    |       |
| 2014/15 | Примера   | 16º   |       |
| 2015/16 | Примера   | 15º   |       |
| 2016/17 | Примера   | 16º   |       |
| 2017/18 | Примера   | 18º   |       |
| 2018/19 | Сегунда   | 6º    |       |
| 2019/20 | Сегунда   | 20º   |       |

## Достижения

### Национальные
- Чемпионат Испании
  - Чемпион: 1999/00
  - Вице-чемпион (5): 1949/50, 1993/94, 1994/95, 2000/01, 2001/02
- Кубок Испании
  - Обладатель (2): 1994/95, 2001/02
- Суперкубок Испании
  - Обладатель (3): 1995, 2000, 2002
- Второй дивизион
  - Победитель (6): 1939/40, 1961/62, 1963/64, 1965/66, 1967/68, 2011/12

### Международные
- Малый Кубок мира
  - Финалист: 1969
- Кубок Интертото:
  - Победитель: 2008
  - Финалист: 2005

- 5 раз принимал участие в Лиге чемпионов УЕФА
- 4 раза принимал участие в Кубке УЕФА
- 1 раз принимал участие в Кубке обладателей кубков УЕФА
- 2 раза принимал участие в Кубке Интертото

## Текущий состав
| 1  | Флаг Испании | Вр  | Ян Маккей                                    | 1986 |  |  |  |  |  |
| 13 | Флаг Испании | Вр  | Пабло Бреа                                   | 2001 |  |  |  |  |  |
| 24 | Флаг Испании | Вр  | Эду Соуза                                    | 1991 |  |  |  |  |  |
|    |              |     |                                              |      |  |  |  |  |  |
| 2  | Флаг Испании | Защ | Антонито                                     | 1987 |  |  |  |  |  |
| 15 | Флаг Испании | Защ | Рауль Гарсия (в аренде из «Реал Вальядолид») | 1989 |  |  |  |  |  |
| 16 | Флаг Франции | Защ | Пабло Мартинес                               | 1989 |  |  |  |  |  |
| 18 | Флаг Испании | Защ | Альваро Перес                                | 2003 |  |  |  |  |  |
| 19 | Флаг Испании | Защ | Хайме Санчес                                 | 1995 |  |  |  |  |  |
| 23 | Флаг Испании | Защ | Химо Наварро                                 | 1990 |  |  |  |  |  |
|    |              |     |                                              |      |  |  |  |  |  |
| 4  | Флаг Испании | ПЗ  | Алекс Бергантиньос (капитан)                 | 1985 |  |  |  |  |  |
| 6  | Флаг Испании | ПЗ  | Иси Гомес                                    | 1995 |  |  |  |  |  |

| 8  | Флаг Испании  | ПЗ  | Роберто Олабе                            | 1996 |  |  |  |  |  |
| 10 | Флаг Испании  | ПЗ  | Марио Сориано                            | 2002 |  |  |  |  |  |
| 11 | Флаг Эквадора | ПЗ  | Кике Саверио                             | 1999 |  |  |  |  |  |
| 12 | Флаг ДР Конго | ПЗ  | Оменуке Мфулу                            | 1994 |  |  |  |  |  |
| 16 | Флаг Испании  | ПЗ  | Хуан Карлос Гауто (в аренде из «Базель») | 2004 |  |  |  |  |  |
| 22 | Флаг Испании  | ПЗ  | Диего Вильярес                           | 1996 |  |  |  |  |  |
|    |               |     |                                          |      |  |  |  |  |  |
| 3  | Флаг Испании  | Нап | Давид Мелья                              | 2005 |  |  |  |  |  |
| 7  | Флаг Испании  | Нап | Лукас Перес                              | 1988 |  |  |  |  |  |
| 9  | Флаг Испании  | Нап | Альберто Квилес                          | 1995 |  |  |  |  |  |
| 14 | Флаг Испании  | Нап | Артуро Родригес                          | 1989 |  |  |  |  |  |